# Never Ever (EP)
Pour les articles homonymes, voir Never Ever.
Singles
1. 1 Minute 1 Second (Never Ever)
Sortie : 20 mai 2014

Never Ever est le premier EP de Park Ji-yeon. C'était la première fois qu'un membre de T-ara se lançait en solo, avec le titre "1 Minute 1 Second (Never Ever)". Le EP est sorti le 20 mai 2014 sous MBK Entertainment.

## Liste des titres
| Never Ever | Never Ever                                                  | Never Ever                | Never Ever                   | Never Ever | Never Ever | Never Ever | Never Ever | Never Ever | Never Ever |
| No         | Titre                                                       | Auteur                    | Producteur(s)                | Durée      |            |            |            |            |            |
| ---------- | ----------------------------------------------------------- | ------------------------- | ---------------------------- | ---------- | ---------- | ---------- | ---------- | ---------- | ---------- |
| 1.         | 1 Minute 1 Second (Never Ever) (1분 1초; 1 Bun 1 Cho)       | Duble Sidekick, David Kim | Duble Sidekick, Radio Galaxy | 3:30       |            |            |            |            |            |
| 2.         | Yeouido Cherry Blossom (여의도 벚꽃길; Yeouido Beotkkotgil) | Ahn Young Min             | Ahn Young Min                | 2:58       |            |            |            |            |            |
| 3.         | Marionette (꼭두각시; Kkokdugaksi)                          | Tenzo & Tasco             | Tenzo & Tasco                | 3:26       |            |            |            |            |            |
| 4.         | 1 Minute 1 Second (Never Ever) (Instrumental)               |                           | Duble Sidekick, Radio Galaxy | 3:30       |            |            |            |            |            |
| 5.         | Yeouido Cherry Blossom (Instrumental)                       |                           | Ahn Young Min                | 2:58       |            |            |            |            |            |
| 6.         | Marionette (Instrumental)                                   |                           | Tenzo & Tasco                | 3:26       |            |            |            |            |            |
| 19:49      |                                                             |                           |                              |            |            |            |            |            |            |

## Classement
| Classement                | Meilleure position |
| ------------------------- | ------------------ |
| Gaon Weekly Albums Chart  | 3                  |
| Gaon Monthly Albums Chart | 11                 |
| Gaon Yearly Albums Chart  | 95                 |

### Ventes et certifications
| Classement          | Quantité       |
| ------------------- | -------------- |
| Gaon physical sales | Plus de 15 639 |

## Historique de sortie
| Pays         | Date        | Format               | Label                        |
| Monde entier | 20 mai 2014 | Téléchargement légal | Core Contents Media KT Music |
| ------------ | ----------- | -------------------- | ---------------------------- |
| Corée du Sud | 22 mai 2014 | CD                   | Core Contents Media KT Music |